# Моя дитина
Моя́ дити́на — перший і єдиний телевізійний канал на території України, присвячений проблемам виховання дітей.
Телеканал було засновано 3 жовтня 2011 року. Телеканал входив у групу компаній «НТВ-Плюс Україна», яка працює на українському ринку з 2005 року в складі компаній «Нова телевізійна група Медіа», «Рекламна телевізійна група», «ТВ-клуб Медіа» та «Нові телевізійні технології». 1 травня 2014 року телеканал припинив кабельне та супутникове мовлення. 17 липня 2014 року керівництво телеканалу ухвалило рішення про закриття телеканалу «Моя дитина».

## Історія
Телеканал «Моя дитина» засновано 3 жовтня 2011 року. З першого дня заснування телеканал входить до групи компаній «НТВ-Плюс Україна», яка є офіційним представником оператору НТВ-ПЛЮС в Україні.
У 2011 році телеканал починає одночасно транслюватися як в кабельних мережах так і на супутнику Astra 1G.
З 2012 року телеканал бере активну участь у міжнародних та міських тематичних виставках, серед яких «Baby EXPO», «Baby Activ», «Я буду мамою», «Handmade EXPO» та багато інших.
1 червня 2012 року телеканал «Моя дитина» бере участь у конференції «Дні кабельного ТВ в Україні». У цей же час телеканал «Моя дитина» нагороджено грамотою АППК (Асоціація правовласників і постачальників контенту).
19 жовтня 2012 року телеканал «Моя дитина» нагороджено дипломом EEBC expoTEL за участь у 10-й міжнародній конференції індустрії телерадіомовлення та телекомунікацій.
19 грудня 2012 року телеканал виступає ініціатором соціального проєкту до дня Св. Миколая для дітей-сиріт.
1 квітня 2013 року телеканал перейшов на супутник Astra 4A (4.8 E), один із найпопулярніших супутників на території України.
15 квітня 2013 року телеканал переходить на блочно-лінійну сітку мовлення. У цей ж період телеканал оновлює ряд програм, як інформаційного, так і розважального характеру, серед яких: «Сім'я від А до Я», «Мама у великому місті», «Корпорація Сімба», «Час для себе» та багато інших. Із запуском нових програм телеканал вперше починає транслювати художні, історичні та багатосерійні фільми. У цей же час до запуску в ефір готуються програми власного виробництва, серед яких передача про талановитих дітей «Моя талановита дитина».
1 червня 2013 року в ефірі телеканалу відбулась прем'єра нового ТВ-проєкту «Моя талановита дитина». Однак повноцінний запуск передачі був перенесений на осінь 2013 року.
З 3 жовтня 2013 року відбулась прем'єра ще одного проєкту власного виробництва - тележурнал для всієї родини «Сімейний вінегрет».
1 травня 2014 року у зв'язку зі складною політичною ситуацією в Україні, керівництво телеканалу «Моя дитина» приймає рішення призупинити мовлення телеканалу строком на два місяці.
17 липня 2014 року керівництво телеканалу приймає рішення про закриття телеканалу «Моя дитина».

## Цільова аудиторія
Телеканал призначений для сімей з дітьми, а також для тих, хто очікує поповнення у сім'ї.

## Програми власного виробництва
- «Дитячий белькіт» — програма побудована на дитячих висловлюваннях на задану тему, наприклад, «що таке Новий рік». Діти 3-6 років в неформальній обстановці міркують, філософствують, не розуміють і пропонують.
- «Моя талановита дитина» — проєкт про талановитих дітей, які мають унікальний дар, незвичайні таланти, славляться добрим серцем або шляхетними героїчними вчинками. Прем'єрний показ проєкту відбувся 1 червня 2013 року.
- «Найкумедніше дитяче відео» — це розважальна передача, в основі якої лежить демонстрація любительського відео з дітьми, які завдяки своїм батькам або родичам потрапили до телеефіру. Програма з'явилася в результаті успішно проведеного конкурсу «Найкумедніше дитяче відео» в березні-квітні 2013 року.
- «Сімейний вінегрет» — це сімейний тележурнал, в якому висвітлюються різноманітні питання, пов'язані з вихованням дітей та нестандартними педагогічними підходами. Розповідається про найяскравіші події, виставки присвячені сім'ям та дітям зокрема. Прем'єрний показ «Сімейного вінегрету» відбувся 3 жовтня 2013 року в другий день народження телеканалу «Моя дитина».

## Соціальні проекти
Телеканал «Моя Дитина» виступив ініціатором соціального проекту до дня Св. Миколая для дітей-сиріт. 19 грудня 2012 року спільно з компанією «SK Formula» для дітей Старобасанської школи-інтернату була організована поїздка до етнографічного комплексу «Українське село». Разом з волонтерами «Новий акрополь» для дітей були організовані майстер-класи на новорічну тематику. Усі діти отримали подарунки від Св.Миколая.

## Керівництво
- Генеральний директор — Оксана Дейнеко

## Покриття
Телеканал присутній в кабельних мережах найбільших кабельних операторів України. Завдяки тому, що канал входить до групи компаній «НТВ-Плюс Україна» телеканал має досить розвинене технічне покриття по всій території України.